# Massacre à la tronçonneuse (film, 1974)
Pour les articles homonymes, voir Massacre à la tronçonneuse.
Série Massacre à la tronçonneuse
Massacre à la tronçonneuse 2
(1986)
Pour plus de détails, voir Fiche technique et Distribution.
Massacre à la tronçonneuse ou Le Massacre à la scie au Québec (The Texas Chain Saw Massacre) est un film d'horreur américain réalisé par Tobe Hooper et sorti en 1974.
Il met en vedette Marilyn Burns, Paul A. Partain, Edwin Neal, Jim Siedow et Gunnar Hansen, qui interprètent respectivement Sally Hardesty, Franklin Hardesty, l'auto-stoppeur, le cuisinier et Leatherface. Le film suit un groupe d'amis qui sont victimes d'une famille de cannibales alors qu'ils sont en route pour visiter une vieille propriété. Lors de sa sortie, le film est présenté comme étant fondé sur des événements réels, afin de susciter la curiosité du public et de livrer un commentaire sur le climat politique de l'époque. Le personnage de Leatherface ainsi que certains aspects mineurs du film sont inspirés des crimes du tueur en série Ed Gein, mais l'intrigue reste en grande partie fictive.
Tobe Hooper produit le film pour moins de 140 000 dollars (soit 725 789 dollars en 2025) et fait appel à des acteurs relativement peu connus, issus principalement du centre du Texas, où le film est tourné. Le budget modeste contraint Hooper à tourner pendant de longues heures, sept jours sur sept, afin de pouvoir terminer le film le plus rapidement possible et de réduire les coûts de location du matériel de tournage. En raison de la violence du film, Hooper peine à trouver un distributeur, mais le film est finalement acquis par Louis Perano de la société de distribution Bryanston. Hooper limite la quantité de gore à l'écran dans l'espoir d'obtenir un classement PG, mais la Motion Picture Association of America (MPAA) le classe R. Le film rencontre les mêmes difficultés au niveau international.
Massacre à la tronçonneuse est interdit dans plusieurs pays et de nombreux cinémas cessent de le projeter en réponse à des plaintes concernant sa violence. Malgré des critiques mitigées, il s'avère très rentable, rapportant plus de 30 millions de dollars au box-office nord-américain, soit environ 155 526 316 dollars en 2025, en vendant plus de 16,5 millions de billets en 1974. Il est depuis considéré comme l'un des meilleurs et des plus influents films d'horreur. Il est à l'origine de plusieurs éléments communs au genre du slasher, notamment l'utilisation d'outils communs comme armes de meurtre et la représentation du tueur comme une grande figure massive et anonyme. Il donne naissance à une franchise qui perpétue l'histoire de Leatherface et de sa famille à travers des suites, des préquelles, un remake, des bandes dessinées et des jeux vidéo.
En 2024, il est sélectionné par le National Film Registry pour conservation à la bibliothèque du Congrès des États-Unis, en raison de son « importance culturelle, historique ou esthétique ».

## Synopsis
Jeunes et insouciants, cinq amis, Sally, son frère handicapé Franklin, Jerry, Kirk et Pam, traversent le Texas sous une chaleur infernale, à bord d'un minibus. Ils s'aperçoivent bien vite qu'ils sont entrés dans un territoire étrange et malsain, à l'image d'un vagabond qu'ils ont pris en stop : un jeune homme au visage plein de stigmates, vicieux, et en proie à des obsessions macabres. Ce dernier ne tarde pas à se faire menaçant, mais les cinq amis parviennent à s'en débarrasser. L'ambiance est d'autant plus pesante que de mystérieux profanateurs de sépulture sévissent dans la région, déterrant des cadavres pour les ériger en totems. Peu de temps après, l'équipe s’arrête pour faire le plein d'essence, à une station-service.
Les cuves étant vides, ils décident de poursuivre vers la maison d'enfance de Sally et Franklin, malgré les mises en garde du pompiste concernant l'inhospitalité de certains autochtones. Parvenus à la maison en ruine, les amis se séparent. Kirk et Pam, partis se baigner, aperçoivent une vieille ferme isolée aux alentours, et décident de s'y aventurer afin d'acheter de l'essence aux propriétaires. Lorsqu'ils tentent de pénétrer à l'intérieur, un colosse masqué, Leatherface, surgit et tue Kirk en lui fracassant le crâne d'un coup de massette ; puis il s'en prend à Pam qu'il empale sur un croc de boucher tandis qu'il découpe le cadavre de Kirk à la tronçonneuse. Jerry, parti à leur recherche, découvre Pam dans un congélateur, mais il est lui aussi tué d'un coup de massette. Il ne reste alors plus que deux survivants, et la nuit commence à tomber.
Franklin et Sally, restés seuls avec le minibus mais sans les clefs de contact, décident de partir à la recherche de leurs compagnons. L'homme masqué s'abat subitement sur eux, armé de sa tronçonneuse avec laquelle il découpe Franklin. La dernière survivante, Sally, s'enfuit vers la maison et découvre à l'étage les restes desséchés d'un vieux couple. Elle parvient à échapper à Leatherface en sautant par la fenêtre et arrive à la station service. Le gérant de la station, faisant mine de vouloir l'aider, l'attache, la bâillonne et l'emmène de force dans son camion à la maison dont elle s'est enfuie. Sur la route, ils croisent l'auto-stoppeur, qui se révèle être le frère de Leatherface. Le gérant le frappe et lui reproche d’avoir laissé son frère sans surveillance, ce qui pourrait leur poser des problèmes à cause de son manque de discrétion. Ils partent ensemble pour la maison où se trouve Leatherface, qui se révèle être leur maison familiale.
Sally est attachée à une chaise dans la salle à manger. Leatherface et son frère descendent l'un des corps de l'étage, qui est en réalité vivant : il s'agit de leur grand-père. Sally se réveille attachée à une chaise alors que la famille est en train de dîner. Elle voit toutes les décorations macabres et crie de terreur, les suppliant de ne pas lui faire de mal. Les hommes se moquent d’elle, et rigolent. Finalement, ils décident que ce sera le grand-père, un ancien tueur à l'abattoir, qui devra tuer Sally d'un coup de marteau, mais le vieil homme est trop faible. Une lutte s'ensuit, au cours de laquelle Sally réussit à s'échapper à travers la fenêtre. Poursuivie par Leatherface et son frère, elle rejoint la route. Un camion renverse et tue le frère et Leatherface attaque le véhicule avec sa tronçonneuse. Le conducteur l'assomme avec une clé serre tube, mais est blessé à la jambe et s'enfuit. Sally monte dans un pick-up qui passe par là, tandis que Leatherface brandit sa tronçonneuse dans les airs, dépité.

## Fiche technique
Sauf indication contraire, les informations mentionnées dans cette section peuvent être confirmées par la base de données cinématographiques IMDb,  présente dans la section « Liens externes ».
- Titre original : The Texas Chain Saw Massacre
- Titre français : Massacre à la tronçonneuse
- Titre québécois : Le Massacre à la scie
- Réalisation : Tobe Hooper
- Scénario : Kim Henkel et Tobe Hooper
- Musique : Tobe Hooper et Wayne Bell
- Direction artistique : Robert A. Burns
- Photographie : Daniel Pearl
- Montage : Larry Carroll et Sallye Richardson
- Maquillage : W. E. Barnes et Dorothy Pearl
- Production : Tobe Hooper, Kim Henkel, Richard Saenz, Jay Parsley et Lou Peraino (non crédité)
- Société de production : Vortex, Inc.
- Sociétés de distribution : Bryanston Distributing Company (États-Unis) ; René Chateau (France)
- Budget : entre 80 000[3] et 140 000 dollars américains[4] de 1974
- Pays de production :  États-Unis
- Langue originale : anglais
- Format : couleur - 1,78:1 - 16 mm - Mono
- Genre : horreur
- Durée : 84 minutes
- Dates de sortie :
  - États-Unis : 1er octobre 1974 (sortie cinéma) ; 1er octobre 1999 (ressortie)
  - France : 1979 (VHS) ; 5 mai 1982 (sortie cinéma) ; 29 octobre 2014 (ressortie)
- Classification : interdit aux moins de 18 ans avec avertissement lors de sa sortie en France en 1982. Auparavant, il avait été interdit de diffusion en salles. Actuellement, il est interdit aux moins de 16 ans[5].

## Distribution

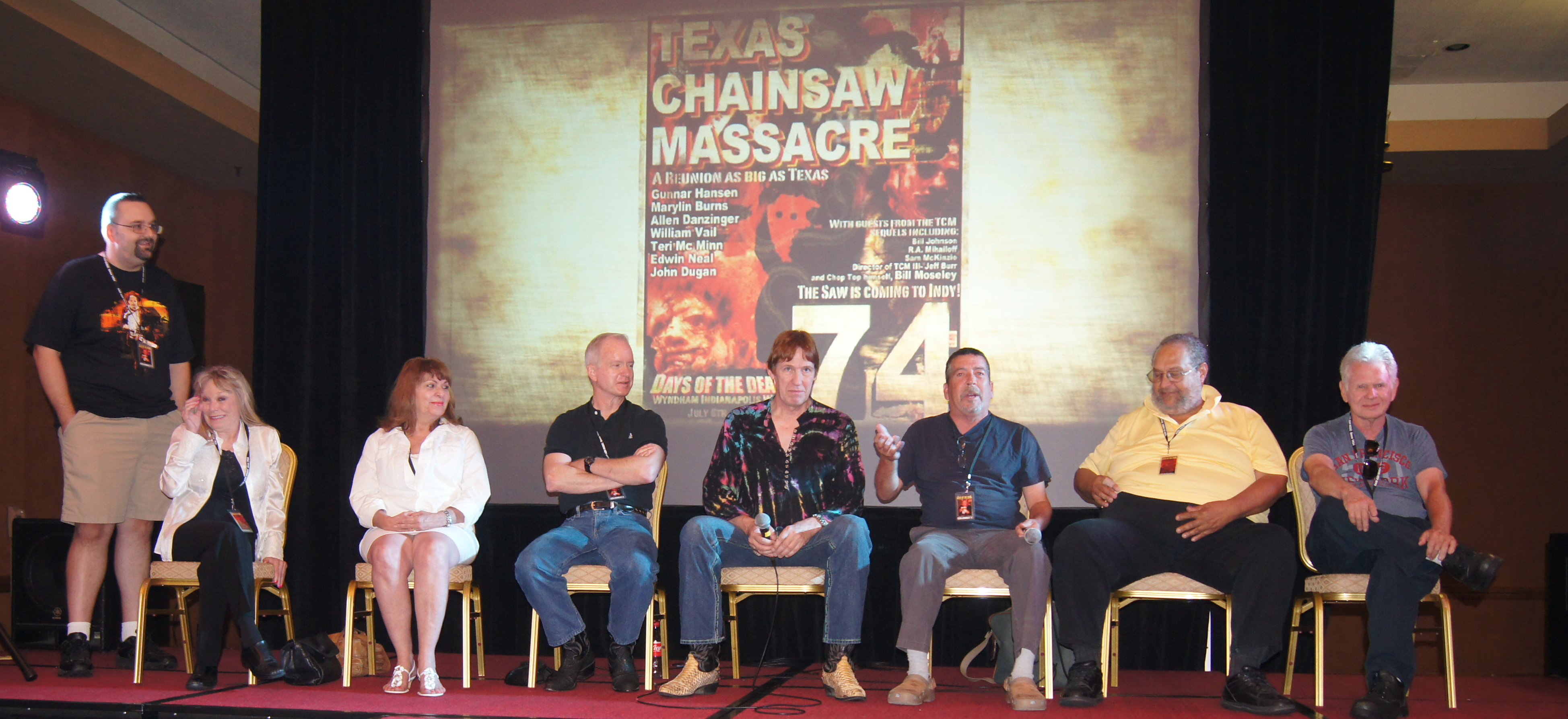
Une partie de la distribution réunie lors d'un événement organisé à Indianapolis (2012), de gauche à droite : Marilyn Burns, Teri McMinn, William Vail, Edwin Neal, John Dugan, Ed Guinn et Allen Danziger.

Note : Premier doublage (1982) / Second doublage (2001)
- Marilyn Burns (VF : Sophie Réal / Pascale Chemin ; VQ : Louise Turcot) : Sally Hardesty
- Paul A. Partain (VF : Jacques Ferrière / Jean-Pascal Quilichini ; VQ : André Montmorency) : Franklin Hardesty
- William Vail (it) (VF : Vincent Violette ; VQ : Luis de Cespedes) : Kirk
- Allen Danziger (VF : Philippe Bellay) : Jerry
- Teri McMinn (VF : Jeanine Forney / Maïté Monceau ; VQ : Diane Arcand) : Pam
- Gunnar Hansen : Leatherface (Face de cuir en VF)
- Edwin Neal (VF : Patrick Poivey / Emmanuel Karsen ; VQ : Jean Leclerc) : l'auto-stoppeur
- Jim Siedow (VF : Georges Berthomieu ; VQ : Jean-Paul Dugas) : le cuisinier
- John Dugan : le grand-père
- John Larroquette (VF : Jacques Thébault ; VQ : Pascal Rollin) : le narrateur
- John Henry Faulk : le conteur

 Source et légende : version française (VF) sur RS Doublage et AlloDoublage ; version québécoise (VQ) sur Doublage.qc.ca.

## Production

### Genèse et développement
Le concept de Massacre à la tronçonneuse naît au début des années 1970, alors que Tobe Hooper travaille en tant qu'assistant réalisateur à l'université du Texas à Austin et comme caméraman pour des documentaires. Il développe une histoire autour d'isolement, de bois et d'obscurité, s'inspirant du traitement de la violence par les médias de San Antonio ainsi que des meurtres d'Ed Gein, un tueur en série du Wisconsin des années 1950. Ed Gein a également inspiré d'autres films d'horreur tels que Psychose d'Alfred Hitchcock (Psycho, 1960) et Le Silence des agneaux de Jonathan Demme (The Silence of the Lambs, 1991),,,.
Pendant la production, Hooper utilise les titres de travail Headcheese et Leatherface,.

« J'ai certainement étudié [Ed] Gein... mais j'ai également remarqué une affaire de meurtre à Houston à l'époque, un tueur en série dont vous vous souvenez probablement, nommé Elmer Wayne Henley. C'était un jeune homme qui recrutait des victimes pour un homme homosexuel plus âgé. J'ai vu un reportage dans lequel Elmer Wayne disait : « J'ai commis ces crimes, et je vais me lever et les assumer comme un homme ». Ça m'a paru intéressant, qu'il ait eu cette moralité conventionnelle à ce moment-là. Il voulait faire savoir que, maintenant qu'il était pris, il ferait ce qu'il fallait. J'ai donc essayé d'intégrer cette sorte de schizophrénie morale dans les personnages. »,,

— Kim Henkel, coscénariste du film avec Tobe Hooper
Selon Tobe Hooper, les changements dans le paysage culturel et politique américain ont une influence déterminante sur le film. L'affirmation mensongère selon laquelle le film est basé sur des évènements réels est une réponse aux mensonges du gouvernement américain concernant le Watergate, la crise pétrolière de 1973 ou encore la guerre du Viêt Nam. Le « manque de compassion et la brutalité des évènements » qui ont marqué Hooper lorsqu'il regardait les informations locales l'ont amené à penser que « l'homme était le vrai monstre ici, mais qu'il portait un visage différent, si bien que j'ai mis un masque littéral sur le monstre dans mon film »,. L'idée d'utiliser une tronçonneuse comme arme du crime est venue à Hooper alors qu'il se trouvait au rayon quincaillerie d'un magasin très fréquenté et qu'il réfléchissait à la façon de se frayer un chemin dans la foule. La tronçonneuse lui permet également de remplacer la musique qu'il était impossible d'inclure en raison du faible budget de production. Avec le scénariste Kim Henkel, il écrit le scénario en trois semaines environ.
Tobe Hooper et Kim Henkel coécrivent le scénario et créent une société de production appelée Vortex, Inc.. Henkel en est le président et Hooper le vice-président. Ils demandent à Bill Parsley, un ami de Hooper, de leur fournir des fonds. Parsley crée une société appelée MAB, Inc. par l'intermédiaire de laquelle il investit 60 000 dollars dans la production. En retour, MAB détient 50 % du film et de ses bénéfices. Le directeur de production Ron Bozman annonce à la plupart des acteurs et de l'équipe technique du film qu'il devra repousser le versement d'une partie de leurs salaires jusqu'à ce que le film soit vendu à un distributeur. Pour rendre l'idée plus attrayante, la société Vortex leur accorde une part de ses bénéfices potentiels, allant de 0,25 à 6 %, semblables à des points hypothécaires. Les acteurs et l'équipe ne sont pas informés que Vortex ne possède que 50 % du film, ce qui signifie que leurs points ne valent que la moitié de leur valeur supposée,.

### Distribution des rôles

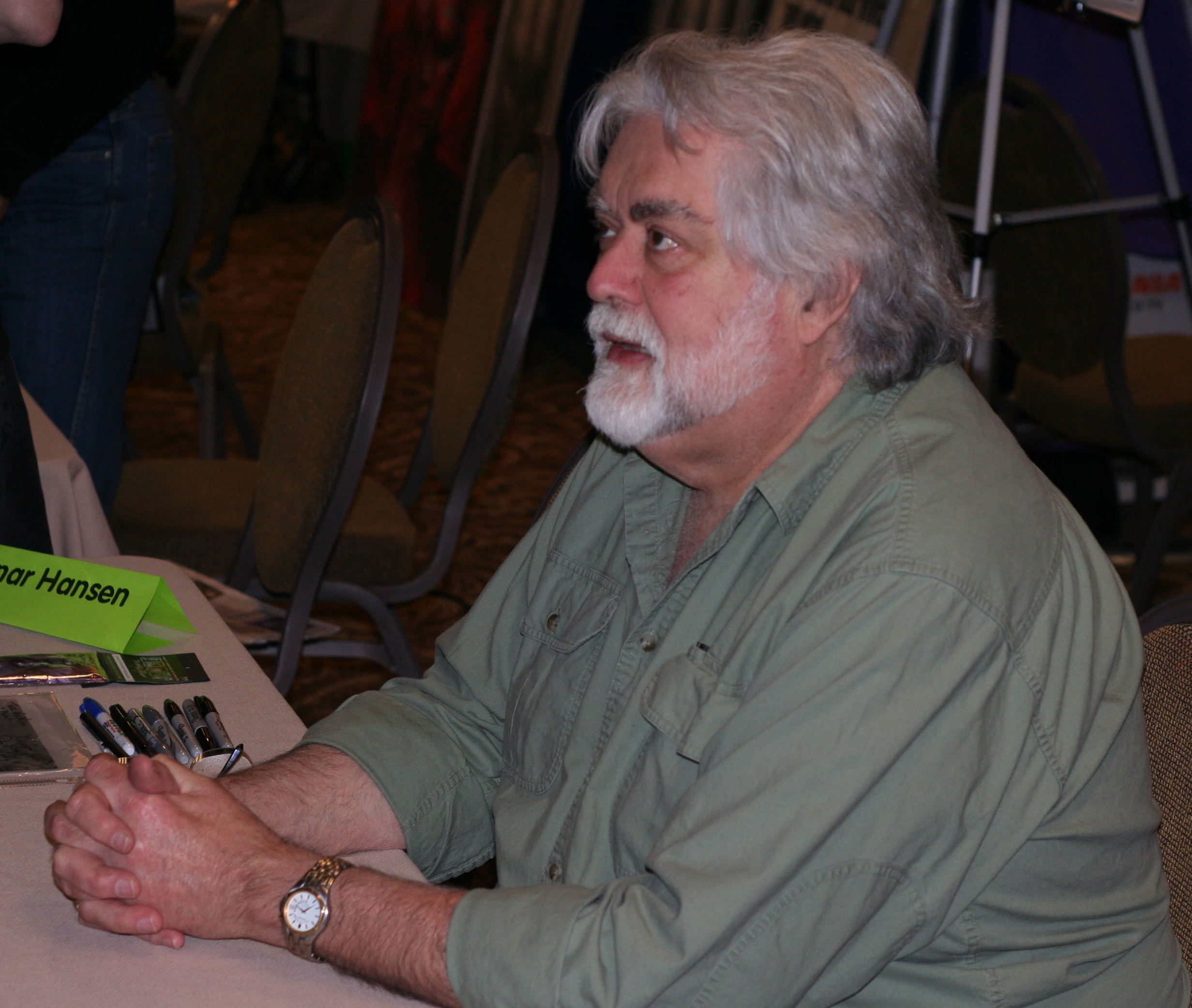
Gunnar Hansen, interprète de Leatherface, en 2009.

La plupart des acteurs sont à l'époque relativement inconnus. La distribution compte surtout des texans qui ont joué dans des publicités, à la télévision et au théâtre, ainsi que des artistes que Tobe Hooper connaît personnellement, comme Allen Danziger et Jim Siedow,,. Leur participation au film propulse certains d'entre eux dans l'industrie cinématographique. Le rôle de Sally est confié à Marilyn Burns, qui s'est déjà produite sur scène et avait siégé au conseil de la commission cinématographique de l'Université du Texas à Austin pendant ses études. L'actrice Teri McMinn est quant à elle une étudiante qui a travaillé avec des compagnies théâtrales locales, notamment le Dallas Theater Center. Le coscénariste Kim Henkel appelle l'actrice pour une lecture du scénario après avoir vu sa photo dans le quotidien Austin American-Statesman. Il lui demande de porter un short, qui se révélera être le costume le plus confortable sur le tournage. Le commentaire du générique de début est interprété par l'acteur John Larroquette.
Le personnage de Leatherface est incarné par Gunnar Hansen. En 1973, l'acteur d'origine islandaise apprend par une connaissance qu'un tournage de film d'horreur a lieu en ville et qu'il serait parfait pour le rôle du méchant malgré le fait qu'il est déjà pourvu. Hansen contacte le directeur de casting, qui ne révèle rien sur le personnage, expliquant seulement qu'il s'agit d'un film d'horreur. Environ une semaine plus tard, Hansen rencontre à nouveau la connaissance, qui lui annonce que l'acteur retenu pour le rôle est ivre dans un motel et refuse d'aller au rendez-vous prévu avec la production. Hooper est contraint de renoncer à l'acteur et à en chercher un autre. Hansen contacte à nouveau l'équipe, qui lui demande d'attendre un retour. Deux jours plus tard, il est convoqué pour un entretien avec Hooper et Henkel, avec lesquels il s'entretient longuement autour de Leatherface et de sa famille de cannibales. L'acteur réussit à passer les tests et obtient le rôle.
Le réalisateur et le coscénariste sont impressionnés par les talents d'acteur d'Hansen et sa stature physique imposante (1,93 m),. Hansen décide de jouer dans le film pour des « raisons simples » : n'ayant jamais travaillé sur un vrai long métrage, il estime que jouer dans un film d'horreur lui permet d'apprendre comment ces productions sont réalisées. C'est selon lui un « bien meilleur job d'été que de tenir un bar » et il n'imagine pas que le film puisse devenir « autre chose qu'un petit film d'horreur de plus »,. Hooper lui permettant de développer son personnage librement, Hansen décide que Leatherface est un handicapé mental incapable de parler. Ainsi, pour préparer le rôle, il visite une institution scolaire pour les personnes ayant des besoins spéciaux et observe comment les étudiants se déplacent et parlent, afin de transmettre la personnalité du méchant de manière aussi réaliste que possible. L'acteur cherche à maintenir une relation distante avec le reste de la distribution, car Hooper veut que les acteurs aient réellement peur pendant les scènes.

### Tournage

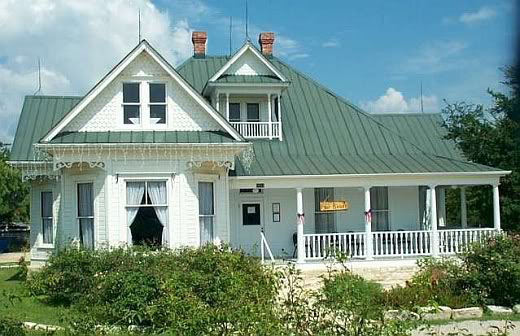
La ferme utilisée pour Massacre à la tronçonneuse a été déplacée de La Frontera situé à Round Rock à la ville de Kingsland, au Texas. Elle a été reconvertie en restaurant.

Le film est tourné dans les villes d'Austin, Round Rock et Bastrop au Texas. Le tournage dure environ quatre semaines, du 15 juillet au 14 août 1973. Les conditions sont difficiles pour tous les membres du tournage, notamment en raison des températures élevées, atteignant jusqu’à 43 °C le 26 juillet. L’interprète de Leatherface, Gunnar Hansen, expliquera plus tard : « Il faisait 35 voire 37 degrés [Celsius] tous les jours pendant le tournage. Je n'avais qu'un seul costume car on n'avait pas d'argent. Ils n'osaient pas le nettoyer de peur que les couleurs délavent avec la lessive. J'ai donc porté le masque [de Leatherface] 12 à 16 heures par jour pendant un mois »,. Les fenêtres de la maison sont couvertes pendant le tournage, certaines scènes se déroulant la nuit.
En raison des difficultés économiques liées au budget restreint et à la location de matériel, l'équipe est contrainte de tourner entre 12 et 16 heures par jour, sept jours sur sept, tout en faisant face à une forte humidité,. Les effets spéciaux, simples, sont aussi limités par le budget. De nombreuses scènes sont tournées dans une ferme datant du début du 20e siècle, située sur Quick Hill Road, près de Round Rock, au Texas. La ferme est décorée avec des meubles faits d'os d'animaux, qui sont recouverts de latex pour leur donner une apparence de peau humaine. La maison n'est pas refroidie et est peu ventilée. Pour compléter le décor, le directeur artistique Robert A. Burns parcourt la campagne et ramasse des restes de bovins et d'autres animaux à différents stades de décomposition, dont il jonche le sol de la maison. En 1998, la ferme sera déplacée à Kingsland au Texas et transformée en restaurant. Le lieu de tournage à Austin est situé sur une route peu accessible, éloignée de toute civilisation. Avant de tourner certaines scènes, l'équipe de tournage prévient le shérif local afin qu'il ne s’inquiète pas des plaintes qu’il pourrait recevoir. Il ne se montre inquiet qu'à une reprise, lorsque la production bloque la route pendant une journée afin qu'une scène puisse y être tournée.
Des difficultés sont rencontrées pour la scène où Leatherface attaque Kirk avec la tronçonneuse. Gunnar Hansen, qui incarne Leatherface, avertit son partenaire William Vail de ne pas bouger, car il ne sait pas comment manier l'outil de manière précise. Au moment de tourner, la scie passe à quelques centimètres du visage de Vail. Par la suite, il en est de même pour Hansen qui, alors qu'il court dans les bois en tenant l'outil, tombe et frôle l'outil de sa tête dans sa chute. Afin d'éviter d'éventuels problèmes juridiques, les producteurs recouvrent d’un morceau de ruban adhésif noir le nom de la marque de la tronçonneuse utilisée, une Poulan 245A. Pour le passage où son personnage est suspendu à un crochet à viande, l'actrice Teri McMinn doit être suspendue par une corde en nylon, qui se trouve entre ses jambes, à l’origine d’une douleur réelle.
La séquence dans laquelle Sally est attachée à une chaise nécessite environ 26 heures de tournage, les acteurs étant épuisés physiquement et mentalement par son intensité. L'équipe a du mal à faire sortir le faux sang de son tube, ce qui amène Burns à se couper le doigt avec un rasoir,. L'actrice déclarera plus tard avoir trouvé la situation insupportable, attachée à une chaise et constamment entourée d’hommes. Pour sa part, Hansen désigne la scène comme la plus intense du film : « Je pense que nous étions tous un peu fous à ce moment-là ». Lors de la scène finale où un marteau tombe sur le sol et manque de peu la tête du personnage de Sally, le marteau utilisé est bien réel, bien que certaines prises nécessitent une maquette. Dans la scène, l'acteur dans le rôle du grand-père vise en réalité le sol et non la tête de l'actrice Marilyn Burns. Celle-ci est frappée avec un manche à balai pendant huit prises successives, puis forcée à s'étaler sur le sol dix-sept fois,. Pour le saut que son personnage effectue à travers la fenêtre, une cascadeuse est appelée, ce qui n’empêche pas l'actrice de se blesser au genou en se jetant au sol pour jouer sa chute. Son costume est si imbibé de sang qu'il est « pratiquement solide » le dernier jour du tournage. Le gros plan de Leatherface se blessant à la jambe avec la tronçonneuse est le dernier plan à être tourné. L'acteur porte une plaque de métal sur le membre, qui est recouvert d'un morceau de viande et d'une poche de sang. En raison de la tension régnant sur le tournage, les acteurs et l'équipe mangent des brownies infusés au cannabis la dernière nuit du tournage. Hansen, dont c'est la première expérience avec la drogue, lutte contre ses vertiges pour tourner une scène dans laquelle il franchit la porte d'entrée avec sa tronçonneuse.
Le tournage se révèle très dangereux, tous les membres de l'équipe ayant été plus ou moins blessés. Selon Tobe Hooper, « tout le monde [le] détestait à la fin de la production » et « il a fallu des années pour qu'ils se calment »,,.

### Photographie

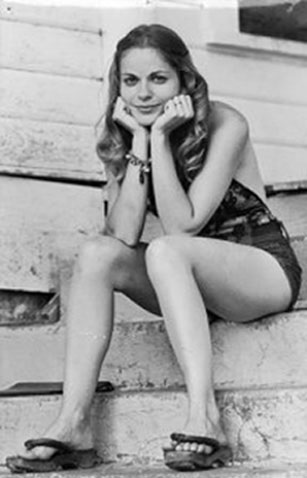
Teri McMinn pendant le tournage du film.

En ce qui concerne la photographie, Hooper ne savait pas qui engager. Il rencontre un jour, dans un laboratoire de cinéma, le directeur de la photographie Daniel Pearl. Âgé à l'époque de 23 ans, celui-ci vient d'obtenir sa maîtrise à l'université du Texas à Austin. Après avoir reçu quelques conseils de Pearl sur l'utilisation des filtres photographiques, Hooper, qui cherche un Texan pour le poste de directeur de la photographie, envisage de le lui confier. Six mois plus tard, Hooper l'invite à le rejoindre sur Massacre à la tronçonneuse, offre que l'intéressé accepte aussitôt. Cependant, comme le tournage prend du retard, Pearl s'inquiète et s'imagine déjà avoir été remplacé par un chef-opérateur de renom comme Laszlo Kovacs ou Vilmos Zsigmond. Il appelle donc le réalisateur pour savoir si le projet est toujours d’actualité et quand est prévu le début du tournage. Hooper lui répond que la production, qui ne dispose alors que de soixante-dix mille dollars, commencera dès que dix mille dollars supplémentaires seront obtenus. Daniel Pearl contacte immédiatement un ami, lui fait lire le scénario et lui propose d'investir dans le film. L'offre est acceptée. En guise de commission, il est prévu que Pearl recevra quatre pour cent des recettes totales du film, dont il distribuera une petite partie aux membres de son équipe — dont la plupart étaient ses étudiants lorsqu'il était stagiaire ou assistant d'enseignement. Pour Massacre à la tronçonneuse, Pearl a déclaré s'être inspiré notamment du travail du photojournaliste Russell Lee.
Le film a été tourné à l'aide d'une caméra Eclair 16 mm NPR,, munie d'une fenêtre au format  1,85:1, avec une pellicule à grain fin et à faible sensibilité (25 ASA/ISO) qui nécessite quatre fois plus de lumière qu'une caméra numérique moderne,. Initialement, il devait l'être avec une caméra 35 mm Arriflex blimpée, mais le format 16 mm a été finalement choisi en raison du budget étriqué. Pour la séquence dans laquelle Leatherface traîne Kirk dans une pièce et fait claquer la porte en fer, le second plan, qui montre Pam se lever de la balançoire et marcher vers la maison, a subi le traitement suivant : au départ, l'intention était de l'enregistrer en disposant l'appareil sur une dolly, un support mobile monté sur rails et permettant un mouvement de haut en bas de la caméra, mais en raison encore une fois du faible budget, Pearl propose d'utiliser un rail plus léger. Celui-ci, d'environ quinze mètres de long, est installé le long du chemin, entre la balançoire et la maison, et la caméra est tenue par le cadreur allongé sur un petit chariot bricolé. Le travelling suit la jeune fille s'approchant de la maison, passe sous la balançoire qui apparaît comme un énorme premier plan devant la maison vue de loin, jusqu'à ce que celle-ci remplisse le cadre de l'image lorsque la jeune fille l'a rejointe.
Pearl utilise à de nombreuses reprises la caméra subjective. Ce choix lui a été inspiré par Le Bal des vampires (1967), réalisé par Roman Polanski qui applique de nombreuses méthodes de désorientation, comme dans une scène où un magicien, qui réalise un tour avec sa main droite, utilise sa main gauche afin de détourner l'attention du public qui ne remarque pas le vampire entrant dans le cadre. Pearl et Hooper discutent de l'utilisation de ce geste de prestidigitation et ils envisagent de nombreux moments de tension construits de cette manière ; l'idée est de ne pas filmer l'entrée dans un lieu de Leatherface, mais de le découvrir au moment où il est déjà en train de faire quelque chose de terrible en ce lieu. Le son et la lumière sont également utilisés dans la création de ces moments de panique offerts au public haletant et les jump scares, qui secouent les nerfs du spectateur, sont nombreux, comme dans la scène où Franklin est attaqué en fauteuil roulant. Juste avant cela, il cherche ses amis, accompagné par sa sœur, et il tient fébrilement une lampe de poche dont le faisceau lumineux tremble comme sa main. Bien que la nuit soit très sombre dans la forêt, la scène est bien éclairée afin que les spectateurs puissent non seulement adopter le point de vue de Franklin cherchant au travers des bois obscurs, mais aussi concentrer leur attention sur lui et sa sœur, si bien que, au moment où Leatherface entre dans le cadre, accompagné par une bande-son effrayante, ils sont horriblement surpris.

### Musique
La bande sonore est composée par Hooper en collaboration avec le musicien Wayne Bell, dont c'est le premier long métrage. L'ingénieur du son Ted Nicolaou est chargé de l'enregistrement et de la reproduction du son. En plus de la bande d'effets sonores composée par Hooper et Bell, sept chansons originales de différents artistes texans constituent la musique originale du film. Parmi celles-ci, la plus connue est sans doute Fool For A Blond, écrite et chantée par Roger Bartlett, qui accompagne la scène où les jeunes hommes arrêtent la camionnette sur le bord de la route et emmènent le frère de Leatherface. Hooper dit avoir choisi cette chanson parce que selon lui, le personnage de Sally juge à ce moment-là l'auto-stoppeur inoffensif, sans imaginer qu'il se mutilerait dans le véhicule quelques instants plus tard. Pour le réalisateur, la chanson évoque un sentiment de légèreté, ce qui crée un fort contraste avec les images.
À la suite de la sortie du film, des efforts sont entrepris pour tenter de retrouver les artistes originaux et entamer la production d'une bande sonore officielle pour le film. Cependant, des difficultés liées principalement aux détenteurs des droits d'auteur de l'œuvre rendent le projet impossible, de sorte qu'il n'y a jamais eu de sortie officielle de la bande originale du film. La bande originale reçoit des éloges au fil des ans, bien qu'assez méconnue. Le magazine Rolling Stone la classe parmi les 35 meilleures bandes originales de films d'horreur, la définissant comme « de la musique country sale [...] combinée à de la musique concrète déformée » ainsi que de « bruit de fond devenu bande sonore d'avant-garde », tout en la désignant comme une forte influence sur des groupes expérimentaux tels qu'Animal Collective ou Wolf Eyes.

### Effets sonores
Lors de la composition des effets sonores, Hooper et Bell ajoutent la musique et le son l'un à l'autre, de sorte qu'ils entrent parfois en « collision ». Ils produisent les morceaux avant même d'avoir tourné les scènes, en se basant uniquement sur des parties de l'intrigue, comme les moments de tension extrême, la présence des personnages dans la salle des os ou les séquences de poursuite. Pour les scènes de tension, ils réalisent plusieurs compositions afin de trouver celles qui correspondent le mieux aux séquences. Afin d'obtenir un son inquiétant, différents instruments sont utilisés, dont des instruments de musique ambiante et électronique, un violoncelle, une contrebasse, une guitare Lap Steel Fender et de nombreux instruments de percussion. Le piano, les instruments d'enfants et les cuivres sont également employés pour produire le sons d'un choc contre un objet, par exemple.
La gestion de l'intensité des sons est d'une grande importance. Lors de la scène où Leatherface attaque Kirk avec un marteau, le bruit que fait l'arme de poing est d'abord souligné, puis le bruit sourd de la porte métallique qui claque. Lorsque Pam, à la recherche de son petit ami, pénètre dans l'enclos des os, la folie s'accentue avec la mise en évidence des meubles faits de squelettes humains, des carcasses d'animaux et du poulet en cage. Ici, Hooper et Bell mettent en évidence les sons d'os et de métal qui s'agitent au même rythme. Dans la séquence du dîner, où Sally est torturée par la famille Sawyer, le sentiment de terreur est à son comble. L'utilisation de cordes aiguës et de sons mécaniques, les rugissements de la famille, les cris de Sally et les gros plans sur ses yeux retranscrivent cette terreur. L'effet sonore entendu dans le prologue avec les flashs macabres mettant en évidence des morceaux de cadavres décomposés et profanés dans un cimetière est produit par Bell. Après l'avoir achevé, le musicien le présente au réalisateur qui, stupéfait, le désigne immédiatement comme le thème principal du film, en le titrant Opening Titles,. L'effet sonore de Bell est le premier à être entendu dans le film.
Le vrombissement de la tronçonneuse, dont le bruit écrase tous les autres sons environnants dès qu'elle est allumée, remplace la voix de Leatherface et devient son seul moyen d'expression. Lors du climax, quand le personnage manie sa tronçonneuse et poursuit Sally, la tronçonneuse devient un véritable instrument d'une symphonie de sang, dans laquelle jaillit sa frustration et sa colère d'avoir perdu sa proie ; ainsi que sa rage contre un monde qui ne peut pas le comprendre et ne le voudrait pas. Le soulagement final — tant pour Sally que pour le public — n'intervient que dans la phase suivante, lorsque le film se termine et que l'on passe au générique de fin. Là, un changement soudain et surprenant se produit, passant de l'agitation précédente à un silence extrême, qui sert à souligner à quel point la cacophonie incessante de la tronçonneuse et des cris était forte ; le vide sonore, au fur et à mesure que le générique défile, permet une réflexion sur les évènements précédents et un répit pour les oreilles du public. Si d'autres musiques de films d'horreur sont habilement composées pour provoquer des sentiments de malaise et de peur, ce sont les sons réels de Massacre à la tronçonneuse qui en ont fait un pionnier et un classique du genre.

### Droits de distribution
La production dépasse son budget initial de 60 000 dollars pendant le montage. Les sources diffèrent sur le coût final du film, les chiffres variant entre 93 000 dollars et 300 000 dollars de l'époque,,,,. Une société de production cinématographique, Pie in the Sky, fournit 23 532 dollars en échange de 19 % de la société Vortex. Kim Henkel, Tobe Hooper et le reste de l'équipe voient donc leurs parts de la société réduites à 40,5 %. Warren Skaaren, qui dirigeait alors la commission cinématographique du Texas, organise un contrat de distribution avec la société de distribution Bryanston. David Foster, futur producteur du film d'horreur The Thing (1982), organise une projection privée pour certains cadres de la société Bryanston et reçoit 1,5 % des bénéfices de Vortex ainsi qu'une commission de 500 dollars,.
Le 28 août 1974, la société Bryanston accepte de distribuer le film dans le monde entier, en échange de quoi Warren Skaaren et le directeur de production Ron Bozman reçoivent 225 000 dollars et 35 % des bénéfices. Des années plus tard, Bozman confiera : « nous avons fait un pacte avec le diable [en signant ce contrat] et je suppose que, d'une certaine manière, nous avons eu ce que nous avons mérité »,. Ils signent le contrat avec Bryanston, ne laissant que 8 100 dollars pour les acteurs et autres membres de l'équipe. Les producteurs finissent par intenter un procès à la société Bryanston pour ne pas leur avoir versé l'intégralité de leur pourcentage sur les recettes du film. Le tribunal ordonne à Bryanston de verser aux personnes ayant participé à la production du film 500 000 dollars, mais entre-temps, la société déclare faillite. En 1983, New Line Cinema acquiert les droits de distribution de Bryanston et accorde aux producteurs une part plus importante des bénéfices.

## Sortie
La première de Massacre à la tronçonneuse a lieu à Austin, au Texas, le 1er octobre 1974, près d'un an après la fin du tournage. Il est ensuite diffusé à échelle nationale aux États-Unis. Son succès auprès d'un large public est en grande partie dû à la promotion mensongère du film, qui le vend comme une « histoire vraie »,. Pendant huit ans à partir de 1976, le film est projeté annuellement dans les salles de cinéma et fait l'objet d'une importante publicité.

« Le film que vous allez voir relate la tragédie que vécut un groupe de cinq jeunes gens, en particulier Sally Hardesty et son frère invalide Franklin [...] »

— Le générique d'ouverture suggère faussement que le film est basé sur des événements réels, ce qui a contribué à son succès.
Tobe Hooper espérait obtenir la classification PG pour la version originale du film, en raison du peu de scènes gores,,. Au lieu de cela, le film est classé X par la Motion Picture Association of America (MPAA). Après que plusieurs minutes ont été coupées, le film est de nouveau soumis à la MPAA et reçoit une meilleure classification, R. Toutefois, un distributeur aurait restauré les passages coupés et ainsi permis à un cinéma de présenter la version originale film sous la classification R. Les réactions du public sont vives : à San Francisco, les spectateurs sortent des cinémas avec dégoût tandis qu'à Ottawa, en février 1976, la police conseille à deux cinémas de retirer le film sous peine de faire face à des accusations d'immoralité.
Après être sorti en Grande-Bretagne, dont une année à Londres, Massacre à la tronçonneuse est interdit sur le conseil du secrétaire du British Board of Film Censors (BBFC), Stephen Murphy, puis par son successeur, James Ferman,. Durant cette interdiction, le mot « chainsaw » (littéralement tronçonneuse) est censuré dans les titres de films, ce qui contraint des imitateurs du film à renommer leurs œuvres. En 1998, malgré l'interdiction du BBFC, le conseil municipal du borough londonien de Camden accorde une licence au film. L'année suivante, le BBFC autorise la sortie de Massacre à la tronçonneuse avec un certificat 18 (indiquant qu'il ne doit pas être vu ou acheté par une personne de moins de 18 ans), et le film est diffusé un an plus tard sur Channel 4,.
Lorsque la version de 83 minutes du film est soumise à l'Australian Classification Board (ACB) par le distributeur Seven Keys en juin 1975, l'ACB refuse de classer le film, et refuse également de classer une version raccourcie à 77 minutes quelques mois plus tard. En 1981, la version de 83 minutes cette fois soumise par Greater Union Film Distributors est à nouveau refusée. Elle est ensuite présentée par Filmways Australasian Distributors et approuvée pour une classification R en 1984,. Le film reste pendant un certain temps interdit dans de nombreux autres pays, dont le Brésil, le Chili, la Finlande, la France, l'Irlande, l'Islande, la Norvège, Singapour, la Suède et l'Allemagne de l'Ouest,,.

### En France
La commission de contrôle interdit la sortie de Massacre à la tronçonneuse en France en 1974, après une semaine d'exploitation en salles et une projection à la Quinzaine des réalisateurs de Cannes. L'interdiction perdure sous cinq ministres de la Culture successifs. Le film sort finalement le 5 mai 1982 dans sa version intégrale avec une interdiction aux moins de 18 ans, accompagnée d'un avertissement.

## Accueil

### Accueil critique
Massacre à la tronçonneuse reçoit des critiques mitigées lors de sa sortie en 1974. Linda Gross du Los Angeles Times le juge « méprisable » et considère que les scénaristes se soucient davantage de créer une atmosphère réaliste que de rédiger un bon scénario. Roger Ebert du Chicago Sun-Times estime que le film est « aussi violent, effroyable et sanglant que le titre le promet » mais fait l'éloge du jeu des acteurs et de la réalisation,. Pour Donald B. Berrigan du Cincinnati Enquirer, « Marilyn Burns, dans le rôle de Sally, mérite un Oscar spécial pour l'une des performances d'acteur les plus constantes et les plus crédibles de l'histoire du cinéma »,. Patrick Taggart de l'Austin American-Statesman le présente quant à lui comme le film d'horreur le plus important depuis La Nuit des morts-vivants de George A. Romero (Night of the Living Dead, 1968). Le magazine Variety juge le film réalisé, malgré ce qu'il considère être une « forte dose de gore »,. Pour John McCarty de Cinefantastique, la maison présentée dans le film rend le Bates motel de Psychose « agréable en comparaison »,. Stephen Koch, qui revient sur le film en 1976 dans son article « Fashions in Pornography » pour Harper's Magazine, considère sa violence sadique, extrême et sans imagination.

« Les films d'horreur et d'exploitation sont presque toujours rentables s'ils sont achetés au bon prix. Ils constituent donc un bon point de départ pour des cinéastes ambitieux qui n'arrivent pas à faire décoller des projets plus conventionnels. Massacre à la tronçonneuse appartient à un cercle restreint (avec La Nuit des morts-vivants et La Dernière Maison sur la gauche) de films qui sont vraiment bien meilleurs que ce que le genre exige. Mais ce n'est pas pour autant que vous aurez du plaisir à le voir. »,

— Roger Ebert, dans une critique pour le Chicago Sun-Times.
Par la suite, les critiques soulignent fréquemment les qualités esthétiques et la puissance du film,,. Observant qu'il parvient à être « horrifiant sans effusions de sang », Bruce Westbrook, du Houston Chronicle, le qualifie de « chef-d'œuvre de peur et de dégoût empreint de l'arrière-pays »,. TV Guide le juge « intelligent » dans sa « représentation dépourvue de sang de la violence »,, tandis qu'Anton Bitel du site web Eye For Film estime que son interdiction au Royaume-Uni rend hommage à sa valeur artistique. Il souligne la façon dont le mauvais pressentiment du spectateur s'amplifie progressivement durant tout le film, jusqu'à ce qu'il subisse « une agression violente des sens »,. Dans son livre Hick Flicks : The Rise and Fall of Redneck Cinema, Scott Von Doviak salue l'utilisation de plans en plein jour, inhabituels dans les films d'horreur, prenant pour exemple le plan d'un cadavre drapé sur une pierre tombale dans la séquence d'ouverture. Mike Emery du Austin Chronicle loue les « détails subtils » parcourant le film, à l'instar des émissions de radio décrivant en fond sonore des meurtres macabres dans tout le Texas. Il estime également que la capacité du film à ne jamais trop s'éloigner de la réalité décuple sa puissance auprès du spectateur.
Massacre à la tronçonneuse est souvent décrit comme l'un des films les plus effrayants de tous les temps. Le critique Rex Reed le considère ainsi comme le film le plus terrifiant qu'il ait jamais vu. Le magazine Empire le décrit quant à lui comme « le film d'horreur le plus brutal jamais réalisé » car « totalement engagé à vous effrayer »,. Fortement marqué lors de son premier visionnage du film, le réalisateur de films d'horreur Wes Craven se demande « quelle sorte de sadique fou » a pu créer un tel film. Il s'agit d'une œuvre de « terreur cataclysmique », selon les termes de l'écrivain d'horreur Stephen King. Pour le critique Robin Wood, c'est un des rares films d'horreur à posséder « la qualité authentique du cauchemar »,.
Sur le site d'agrégation de critiques Rotten Tomatoes, le film obtient un taux d'approbation de 89 %, avec une note moyenne de 8,1⁄10, sur la base d'une soixantaine de critiques publiées depuis 2000. Le consensus critique du site est le suivant : « Grâce à un scénario intelligent et à un style documentaire, Massacre à la tronçonneuse réussit à créer un suspense constant qui en fait un classique du cinéma d'exploitation à petit budget »,.

### Box-office
La première de Massacre à la tronçonneuse a lieu à Austin, au Texas, le 1er octobre 1974, près d'un an après la fin du tournage. Il est ensuite diffusé à échelle nationale aux États-Unis. Son succès commercial est en grande partie dû à la promotion mensongère du film qui le vend comme une « histoire vraie »,. Pendant huit ans à partir de 1976, le film est projeté annuellement dans les salles de cinéma et fait l'objet d'une importante publicité. Massacre à la tronçonneuse rapporte finalement plus de 30 millions de dollars aux États-Unis et au Canada, ce qui en fait le 12e film le plus rentable sorti initialement en 1974, malgré son budget minuscule. Parmi les films indépendants, il est dépassé en 1978 par Halloween : La Nuit des masques de John Carpenter, qui rapporte 47 millions de dollars.
En France, le film sort en 1982 et réalise 614 249 entrées, dont 138 776 entrées à Paris,.
| Pays ou région | Box-office (1974 ; 1982) | Date d'arrêt du box-office | Nombre de semaines | Classement (1974 ; 1982) |
| -------------- | ------------------------ | -------------------------- | ------------------ | ------------------------ |
| États-Unis     | 30 859 000 US$           | -                          | 117                | 16                       |
| France         | 614 249 entrées          | -                          | -                  | 71                       |
| Total Monde    | 30 859 000 US$           | -                          | -                  | 19e                      |

### Distinctions
Massacre à la tronçonneuse est sélectionné à la Quinzaine des réalisateurs du Festival de Cannes 1975 et au Festival du film de Londres. En 1976, il remporte le Prix de la critique au Festival international du film fantastique d'Avoriaz en France.

### Classements et listes
En 2003, le magazine Entertainment Weekly classe Massacre à la tronçonneuse au sixième rang de sa liste des cinquante meilleurs films culte. Le film est fréquemment cité dans les listes des meilleurs films d'horreur, comme celle du Time en 2007 et du Guardian en 2010. Il est également élu meilleur film d'horreur de tous les temps par Total Film en 2005, et 2010, Slant Magazine en 2013, Complex en 2017, Thrillist en 2017, Consequence of Sound en 2018, Esquire en 2018 et Variety en 2024. En 2008, il est classé 199e sur la liste des 500 plus grands films de tous les temps du magazine Empire. Le même magazine le classe 46e meilleur film indépendant.
Massacre à la tronçonneuse est intronisé au Horror Hall of Fame en 1990 et fait partie de la collection permanente du Museum of Modern Art à New York. En 2012, le film est désigné par les critiques du magazine Sight and Sound du British Film Institute comme l'un des 250 plus grands films de tous les temps. L'Academy Film Archive, qui fait partie de l'Academy of Motion Picture Arts and Sciences, assure la sauvegarde d'une cinquantaine de pièces au sein d'une collection comprenant de nombreux éléments originaux du film.

## Analyse

### Société américaine contemporaine
Selon le critique Christopher Sharrett, le cinéma d'horreur américain se définit, depuis Psychose (Psycho, 1960) et Les Oiseaux (The Birds, 1963) d'Alfred Hitchcock, par la remise en question de « la légitimité fondamentale du processus de civilisation américain »,, préoccupations amplifiées dans les années 1970 par « le rejet de l'autorité dans le sillage du Vietnam et du Watergate »,. Il ajoute que « si Psychose a amorcé l'exploration d'un nouveau type d'absurdité dans la vie contemporaine, à savoir l'effondrement de la logique de causalité et les bas-fonds malades de l'Amérique », Massacre à la tronçonneuse « pousse cette exploration jusqu'à sa conclusion logique, abordant les questions soulevées par le film d'Hitchcock tout en refusant une conclusion réconfortante »,.
Le critique Robin Wood décrit le personnage de Leatherface et sa famille comme des victimes du capitalisme, dont les emplois d'ouvriers d'abattoir ont été rendus obsolètes par les progrès technologiques. Naomi Merritt, dans un article pour Film-Philosophy, étudie la représentation du « capitalisme cannibale » dans le film en relation avec la théorie du tabou et de la transgression du philosophe français Georges Bataille. Elle développe l'analyse de Robin Wood en affirmant que les valeurs de la famille Sawyer « reflètent, ou correspondent à des institutions américaines établies et solidaires [...] mais qu'ils représentent de façon pervertie et transgressive »,.
Selon Kim Newman, la représentation de la famille Sawyer lors de la scène du dîner parodie la famille typique d'une sitcom américaine. Le propriétaire de la station-service représente ainsi la figure paternelle qui gagne le pain, le tueur Leatherface est dépeint comme une femme au foyer bourgeoise et l'auto-stoppeur joue le rôle de l'adolescent rebelle. Isabel Cristina Pinedo affirme dans son livre Recreational Terror : Women and the Pleasures of Horror Film Viewing que « les films d'horreur doivent maintenir une tension entre effroi et comédie pour ne pas sombrer dans l'horreur pure ou la parodie. Cet équilibre délicat est atteint dans Massacre à la tronçonneuse, où le cadavre en décomposition du grand-père incorpore non seulement des effets à la fois horribles et humoristiques, mais utilise les uns pour renforcer les autres »,.

### Violence contre les femmes
Les thèmes implicites du film font l'objet d'un débat approfondi. Les critiques et les universitaires le considèrent comme un film d'exploitation emblématique dans lequel les protagonistes féminins sont soumis à une violence brutale et sadique,. Stephen Prince observe que l'horreur « naît du tourment de la jeune femme soumise à l'emprisonnement et aux mauvais traitements au milieu de bras en décomposition [...] et de mobiles faits d'os et de dents humains »,. Comme de nombreux films d'horreur, Massacre à la tronçonneuse incorpore le principe de la dernière survivante — l'héroïne et inévitable survivante qui échappe d'une manière ou d'une autre à l'horreur qui frappe les autres personnages,. Ainsi, dans le film, Sally Hardesty est blessée et torturée, mais parvient à survivre grâce à l'aide d'un chauffeur de camion. Les critiques soutiennent que même dans les films d'exploitation où il y a autant de morts masculins que féminins, les images qui subsistent sont celles de la violence commise à l'encontre des personnages féminins,,. Le cas spécifique de Massacre à la tronçonneuse vient à l'appui de cet argument : trois hommes sont tués rapidement, mais une femme est brutalement abattue — pendue à un crochet — et la survivante subit des tortures physiques et mentales. En 1977, la critique Mary Mackey décrit la scène du crochet comme étant probablement la mort féminine la plus brutale à l'écran dans un film distribué commercialement. Elle place le film dans la lignée des œuvres violentes qui dépeignent les femmes comme faibles et incapables de se protéger.
Dans le cadre d'une étude, cinq films présentant différents niveaux de violence à l'égard des femmes sont présentés à un groupe d'hommes. Lors du premier visionnage, celui de Massacre à la tronçonneuse, ils présentent des symptômes de dépression et d'anxiété ; toutefois, lors du visionnage suivant, ils jugent la violence à l'égard des femmes moins choquante et plus agréable. Une autre étude, portant sur la perception selon les sexes des films d'horreur, est menée auprès de trente étudiants universitaires masculins et trente étudiants féminins. Un participant masculin décrit les cris, en particulier ceux de Sally, comme la « chose la plus effrayante » du film.
Selon Jesse Stommel du Bright Lights Film Journal, l'absence de violence explicite dans le film oblige les spectateurs à s'interroger sur leur propre fascination pour la violence dont ils sont les principaux acteurs. Néanmoins, Jesse Stommel affirme que le film implique le public surtout à un niveau sensoriel plutôt qu'intellectuel, prenant pour exemple les mouvements de caméra fébriles, les éclats de lumière répétés et le chaos auditif.

### Végétarisme
Massacre à la tronçonneuse est parfois décrit comme « le film pro-végétarien par excellence » en raison de ses thèmes liés aux droits des animaux. Dans un essai vidéo, le critique de cinéma Rob Ager montre l'ironie de l'abattage des humains pour la viande, assimilant l'homme à un animal de ferme. Le réalisateur Tobe Hooper confirme que « c'est un film sur la viande », et déclare avoir renoncé à la viande pendant la réalisation du film : « D'une certaine manière, je pensais que le thème de la viande était au cœur du film ; ça parle de la chaîne alimentaire et de la mise à mort d'êtres sensibles »,,. Le scénariste et réalisateur Guillermo del Toro dit être devenu végétarien pendant un certain temps après avoir vu le film.

## Exploitation

### Éditions en vidéo

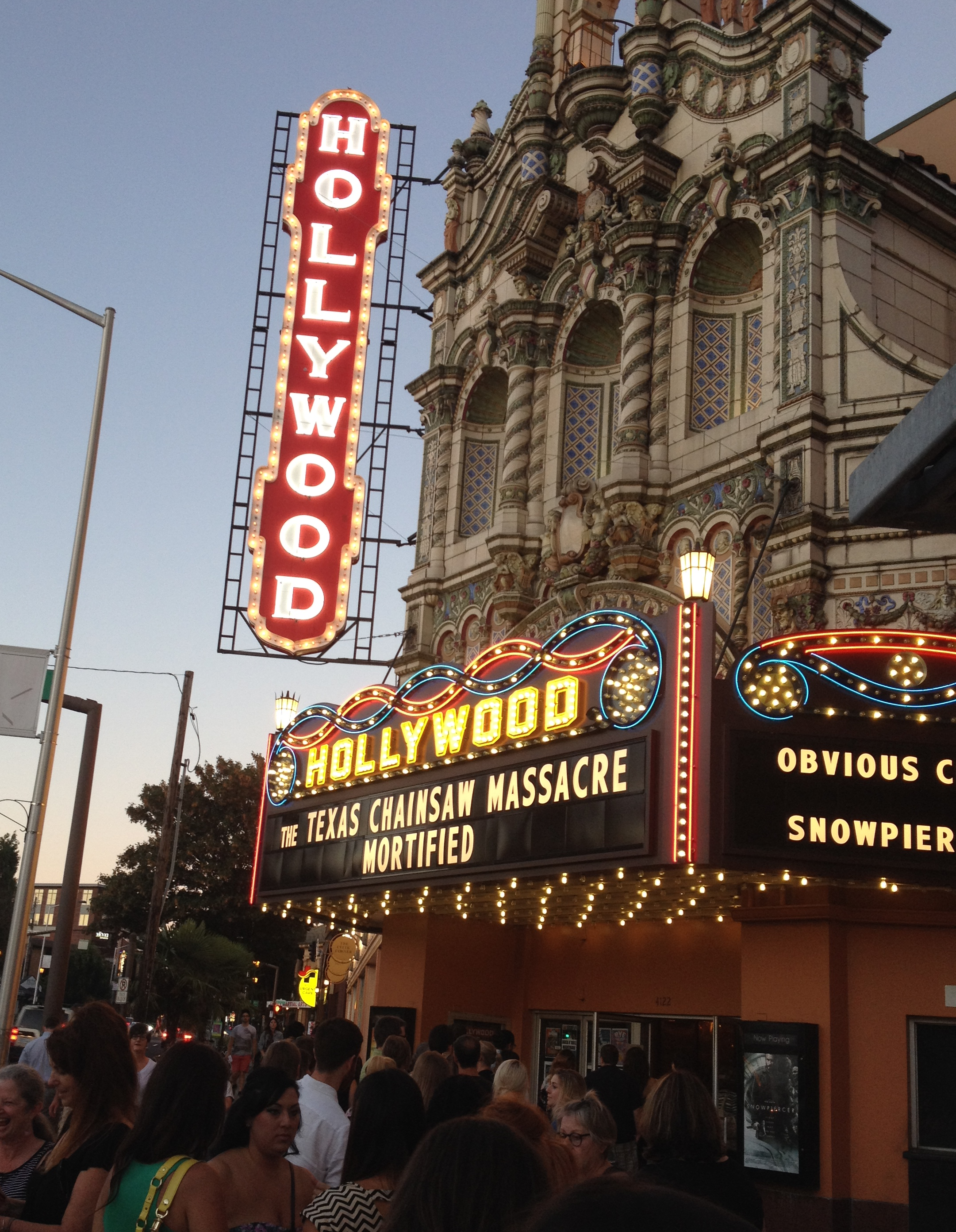
Projection de Massacre à la tronçonneuse au Hollywood Theatre de Portland, dans l'Oregon, en juillet 2014.

Massacre à la tronçonneuse paraît sur divers supports en vidéo. Aux États-Unis, il sort pour la première fois sur cassette vidéo et CED au début des années 1980 respectivement aux éditions Wizard Video et Vestron Video,. Le British Board of Film Classification refuse d'attribuer une certification pour la sortie en vidéo tout comme il avait refusé de certifier la version non coupée du film lors de sa sortie en salles. Après le départ à la retraite du directeur de l'organisme, James Ferman, en 1999, le conseil autorise la distribution du film dans sa version intégrale en salles et en vidéo avec un certificat 18, près de 25 ans après la sortie originale. Massacre à la tronçonneuse sort en DVD en octobre 1998 aux États-Unis, en mai 2000 au Royaume-Uni et en 2001 en Australie.
En 2005, le film bénéficie d'une numérisation 2K et d'une restauration complète à partir des bobines A/B 16mm d'origine, qui sort ensuite en DVD et Blu-ray. En 2014, une restauration 4K plus étendue, supervisée par Tobe Hooper et basée sur les bobines d'inversion A/B 16mm originales est réalisée. Après une projection dans la section Quinzaine des réalisateurs du Festival de Cannes 2014, cette restauration sort également en DVD et Blu-ray dans le monde entier. La sortie d'une édition spéciale de Dark Sky Films pour le 40e anniversaire du film est nommée pour la meilleure édition spéciale DVD d'un classique aux Saturn Awards 2015.

#### En France
Massacre à la tronçonneuse est le premier film que René Chateau édite en vidéogramme VHS en 1979, en version intégrale, dans la collection « Les Films que vous ne verrez jamais à la Télévision », avant qu'il ne sorte en France. Il sort en DVD chez Studio Canal en 2001, avant de connaître en 2014 une sortie DVD et Blu-Ray dans une version restaurée chez TF1 Video pour son 40e anniversaire.

### Produits dérivés
En 1982, peu de temps après que Massacre à la tronçonneuse s'est imposé comme un succès sur le marché américain de la vidéo, Wizard Video publie une adaptation en jeu vidéo grand public pour l'Atari 2600. Dans le jeu, le joueur endosse le rôle de Leatherface et tente d'assassiner des intrus tout en évitant des obstacles tels que des clôtures et des crânes de vache. Pionnier des jeux d'horreur, The Texas Chain Saw Massacre suscite la controverse lors de sa sortie en raison de sa nature violente. Ses ventes sont également mauvaises, car de nombreux magasins de jeux refusent de le stocker,.
La popularité des films Massacre à la tronçonneuse et de son personnage principal, Leatherface, conduit à la publication de plusieurs bandes dessinées basées sur la franchise. En 1991, Northstar Comics publie une mini-série de quatre numéros intitulée Leatherface et adaptée du film Leatherface : Massacre à la tronçonneuse 3 sorti un an plus tôt. En 1995, Topps Comics publie Jason Vs. Leatherface, une mini-série de trois numéros dans laquelle Jason Voorhees de Vendredi 13 emménage chez Leatherface et sa famille cannibale. Après le succès du remake de Massacre à la tronçonneuse sorti en 2003, New Line Cinema concède de nombreuses licences issue des films d’horreur à Avatar Press, incluant les sagas Freddy, Vendredi 13 et Massacre à la tronçonneuse. En 2006, après avoir produit deux one shots et une mini série basés sur la franchise, Avatar Press perd la licence au profit du groupe DC Comics / Wildstorm qui publie depuis de nouvelles histoires basées sur l'univers.
En 2016, Leatherface devient un personnage jouable en tant que DLC dans le jeu vidéo Mortal Kombat X. Il constitue l'un des deux invités cinématographiques du pack 2 de Mortal Kombat X, l'autre personnage étant le Xénomorphe de la franchise Alien. Les coups de Leatherface dans le jeu sont qualifiés de « brutaux » et « glaçants ». En 2017, le tueur au masque de cuir redevient un personnage jouable en tant que DLC, cette fois dans Dead by Daylight, un jeu vidéo de survival horror de Behaviour Interactive.

## Postérité

### Influence

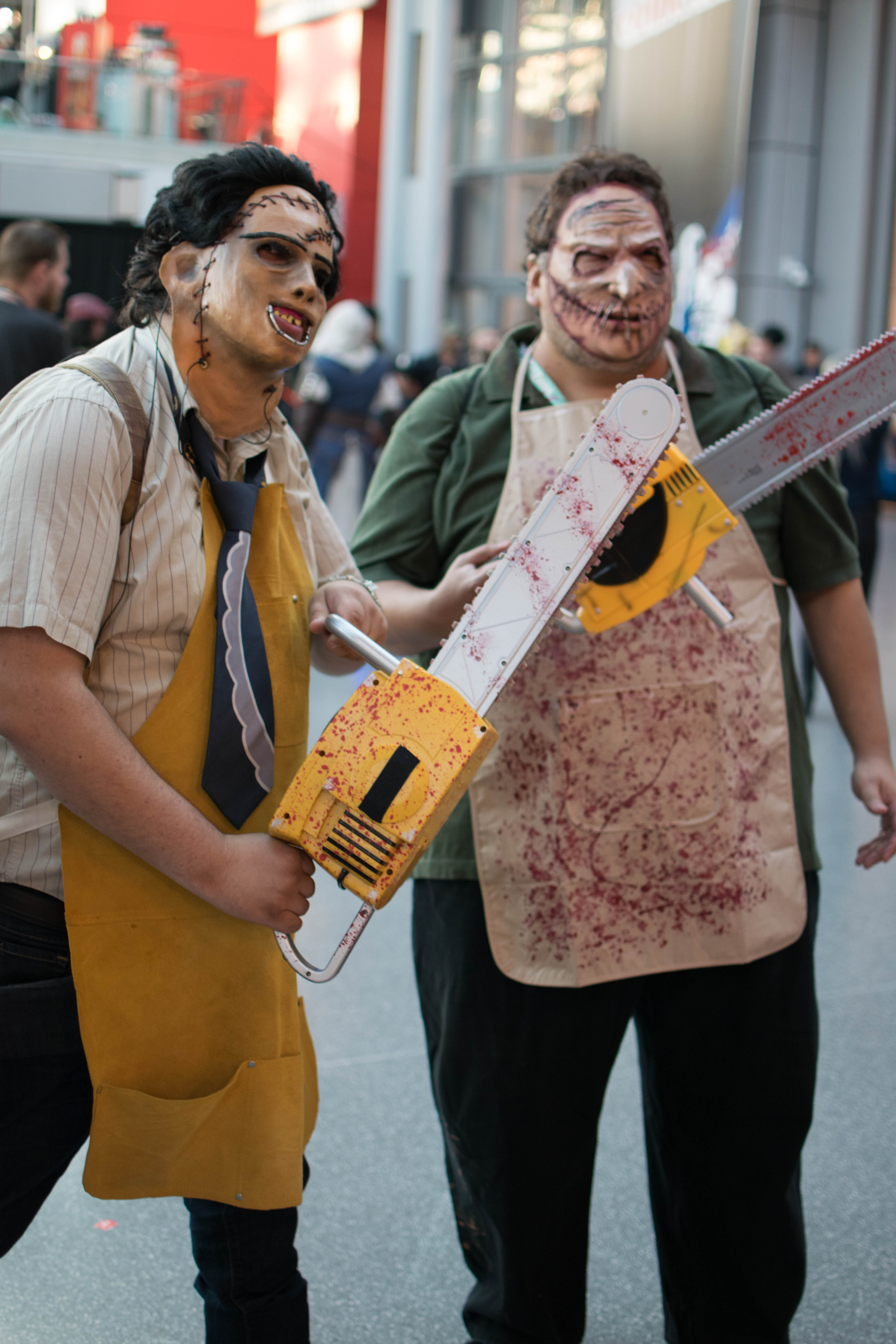
Cosplays de Leatherface lors du New York Comic Con de 2016.

Massacre à la tronçonneuse est considéré comme l'un des films d'horreur les plus importants — et controversés — de tous les temps,. Influence majeure du cinéma d'horreur,, Richard Zoglin du Time déclare que le film a « établi une nouvelle norme pour les films d'horreur »,. Le Times le classe parmi les 50 films les plus controversés de tous les temps. Pour Tony Magistrale, le film a ouvert la voie à l'utilisation de l'horreur comme moyen de commentaire social. Mark Olsen du Los Angeles Times le décrit comme « cheap, sordide et hors normes » et déclare qu'il « définit et remplace entièrement la notion même de film d'exploitation »,. Dans son livre Dark Romance : Sexuality in the Horror Film, David Hogan le qualifie de « thriller gore le plus émouvant de tous et, d'un point de vue plus large, parmi les films d'horreur les plus efficaces jamais réalisés [...] la force motrice de Massacre à la tronçonneuse est quelque chose de bien plus horrible qu'une sexualité anormale : la folie totale »,,. Selon Bill Nichols, il « atteint la force d'un art authentique, profondément dérangeant, intensément personnel, mais en même temps bien plus que personnel »,. L'écrivain américain Leonard Wolf encense le film qu'il qualifie d'« œuvre d'art exquise » et compare à une tragédie grecque, soulignant l'absence de violence à l'écran.
Le personnage de Leatherface est devenu une figure emblématique du genre de l'horreur,. Il introduit l'usage d'outils ordinaires (tronçonneuse, marteau, pioche) comme armes meurtrières et crée l'image du grand tueur silencieux dépourvu de personnalité,. Pour Christopher Null de Filmcritic.com, « Leatherface et sa tronçonneuse sont devenus aussi emblématiques que Freddy et ses rasoirs ou Jason et son masque de hockey dans l'imaginaire collectif »,. Don Sumner considère quant à lui Massacre à la tronçonneuse comme un classique qui, en plus d'avoir introduit un nouveau méchant dans le panthéon de l'horreur, a influencé une génération de cinéastes. Selon Rebecca Ascher-Walsh d'Entertainment Weekly, le film a jeté les bases de nombreuses franchises d'horreur telles que Halloween, Evil Dead et Blair Witch. Wes Craven conçoit le film La colline a des yeux (1977) comme un hommage au film de Tobe Hooper, tandis que Ridley Scott le cite comme une source d'inspiration pour le film Alien (1979),. Le réalisateur français Alexandre Aja y voit une influence déterminante dans sa carrière, au même titre que Rob Zombie, qui s'en inspire notamment pour La Maison des mille morts (2003) et sa suite The Devil's Rejects (2005),.
L'influence de Massacre à la tronçonneuse se retrouve également dans la musique, et notamment le rock. En 1976, le groupe de punk rock américain Ramones mentionne le film dans leur chanson Chain Saw, qui figure sur leur premier album.

### Suites
Le film est à l'origine de huit autres films à ce jour, dont des suites, des préquelles et des remakes. La première suite, Massacre à la tronçonneuse 2 (1986), nettement plus graphique et violente que l'original, est interdite en Australie pendant 20 ans avant de sortir en DVD dans une édition spéciale révisée en octobre 2006. Leatherface : Massacre à la tronçonneuse 3 (1990) est la deuxième suite à voir le jour, sans que Tobe Hooper ne puisse participer au projet en raison de conflits d'emploi du temps. Massacre à la tronçonneuse : La Nouvelle Génération, avec Renée Zellweger et Matthew McConaughey, sort en 1995. Tout en évoquant brièvement les événements des films précédents, son intrigue en fait un remake presque identique au film de 1974. Un véritable remake nommé Massacre à la tronçonneuse est réalisé par Marcus Nispel en 2003. Il est suivi d'une préquelle, Massacre à la tronçonneuse : Le Commencement, en 2006. Un septième film, Texas Chainsaw 3D, sort le 4 janvier 2013. Il s'agit d'une suite directe du film original, sans rapport avec les suites précédentes, ni avec le remake de 2003,. Une autre préquelle, Leatherface, sort en exclusivité sur DirecTV le 21 septembre 2017, avant de bénéficier d'une sortie plus large en vidéo à la demande et dans des salles limitées, simultanément, en Amérique du Nord le 20 octobre 2017.
Une nouvelle suite directe du film de 1974 — indépendante des autres films de la franchise — est sortie en 2022, intitulée Massacre à la tronçonneuse. Réalisée par David Blue Garcia, elle est sortie sur Netflix.